# Широкая Речка (упразднённый рабочий посёлок)
Широкая Речка — жилой район (микрорайон) в составе Екатеринбурга. Входит в новообразованный Академический район (до 2021 года относился к Верх-Исетскому району Екатеринбурга).

## Географическое расположение
Расположен в юго-западной части города. Северо-восточная окраина жилого района расположена всего в 6 км от центра города Екатеринбурга, юго-западная — в 9 км. С северо-востока район граничит с жилым районом «ВИЗ», с востока — с «Юго-Западным», а с юга — с активно развивающимся жилым районом «Академический».

## История
Поселок образовался вокруг торфопредприятия, в котором имелся завод по изготовлению торфобрикетов и узкоколейная железная дорога до Свердловской ГЭС. До 31 декабря 2004 года посёлок являлся самостоятельным населённым пунктом и центром Широкореченского поселкового совета, в который, помимо рабочего посёлка Широкая Речка, входили посёлки Лиственный, Медный, Мичуринский и Московский.
До 2000-х годов Широкая Речка была застроена в основном коттеджной застройкой. В конце 2000-х годов в посёлке началась активная застройка многоэтажными жилыми домами (10-17 этажей) по улице Соболева. Здесь же появился самый крупный в Екатеринбурге 25-этажный жилой комплекс «Аврора» на 1300 квартир.
В 2012—2013 годах началось строительство многоэтажных жилых домов на улицах Хрустальногорской, Анатолия Муранова и Екатерининской, а также жилого квартала «Мичуринский» на улице Суходольской (75 многоквартирных трёхтажных домов).
Согласно генеральному плану Екатеринбурга 2004 года, к 2025 году планируемая численность населения планировочного района Широкая Речка должна составить 50 000 жителей.
По планам мэрии, в районе будут построены две дополнительные школы, гостиница, стадион и другие объекты социальной инфраструктуры.

## Население
По переписи 2002 года, в посёлке Широкая Речка проживало 1150 человек, в том числе 527 мужчин и 623 женщины (без учёта жителей ныне включённых в состав Широкой Речки посёлков Лиственный и Мичуринский). К 2010-м годам, за счёт строительства новых многоэтажных жилых комплексов население Широкой Речки увеличилось на несколько тысяч жителей по сравнению с 2002 годом.
Долговременная динамика численности населения:
| н/д | н/д | н/д | 4844 | 5156 | 2282 | 1883 | 1150 |

## Религия
На территории микрорайона находится одна религиозная организация: Храм иконы Божьей Матери «Всецарица», который располагается на территории областного онкологического центра и относится к Екатеринбургской и Верхотурской епархии РПЦ МП. В 2006 году в результате пожара храм сгорел почти целиком. На данный момент в храме ведутся восстановительные работы, а службы проводятся в здании онкоцентра (молельная комната) и в здании восстанавливаемого храма.

## Инфраструктура

Памятник военным медикам на Широкой речке (на территории госпиталя)

- ул. Соболева, № 25 — Свердловский областной клинический психоневрологический госпиталь для ветеранов войн.
- ул. Соболева, № 10 — военный госпиталь Росгвардии (ФСВНГ России).
- ул. Соболева, 29/1-29/6 — Свердловский областной онкологический диспансер.
- ул. Удельная, 5а — поликлиника № 2 детской городской больницы № 1.
- ул. Удельная,10 — средняя общеобразовательная школа № 25(старый корпус).

## Транспорт
Основные транспортные магистрали района — улицы Суходольская, Соболева, Светлореченская и Удельная. Из района пока есть лишь один выезд в сторону центра города — улица Светлореченская. В ближайшие годы планируется соединить дорожную сеть Широкой Речки с сетью соседнего Академического района. C центром города район связывает автобусное сообщение (маршруты № 24, 45, 48, 50, 70, 85)